# Memorial del Campus Chillán de la Universidad de Concepción
El Memorial del Campus Chillán de la Universidad de Concepción es un monumento ubicado en la ciudad de Chillán, Chile, cual recuerda a estudiantes del Campus Chillán de la Universidad de Concepción, miembros del Movimiento de Izquierda Revolucionaria (MIR), quienes fueron víctimas de violaciones de los derechos humanos durante la Dictadura militar chilena de Augusto Pinochet.

## Historia
Después del Golpe de Estado en Chile de 1973 hasta 1976, al menos diez académicos de la universidad fueron despedidos por circunstancias políticas. En el caso de los alumnos, se encontraban Enrique Carreño González, Ogan Lagos Marín, Eduardo Crisóstomo Salgado y José Luis Flemer Klenner, donde tres de ellos pertenecieron al MIR y eran estudiantes de la carrera de Agronomía de dicha institución educativa.
En el caso de Lagos Marín, que también aparece en el Memorial a las víctimas de la Población Purén y el Memorial del Camino a Tanilvoro, fue encontrado muerto en el Fundo La Dehesa de Tanilvoro en la comuna de Coihueco,  Flemer Klenner también falleció a causa de una ejecución tras ser acusado de asaltar la Tenencia de Fresia y el Retén de Neltume, Crisóstomo Salgado y Carreño González por su parte continúan en calidad de Detenidos desaparecidos.
La inauguración del memorial ocurrió en 1993, como parte de las actividades realizadas por la Federación de Estudiantes de la Universidad de Concepción de Chillán.